# (25792) 2000 CZ62
2000 سي زد 62 (ويعرف أيضًا باسم (25792) 2000 سي زد 62 وفق تسمية الكوكب الصغير) (بالإنجليزية: 2000 CZ62)‏ هو كويكب ضمن حزام الكويكبات؛ وترتيبه 25792 من حيث الاكتشاف.
اكتُشف هذا الجُرم الفلكي بواسطة بحث لنكولن عن الكويكبات القريبة من الأرض في 2 فبراير 2000.

## وصلات خارجية
- (25792) 2000 CZ62 في قاعدة بيانات مختبر الدفع النفاث لأجرام النظام الشمسي الصغيرة

- الاكتشاف · مخطط المدار ·  العناصر المدارية · المعلمات المادية

- (25792) 2000 CZ62 على موقع ويكي سكاي: DSS2, SDSS, GALEX, IRAS, Hydrogen α, X-Ray, Astrophoto, Sky Map, Articles and images